# 肥前びーどろ
肥前びーどろ（ひぜんびーどろ）は、佐賀県佐賀市で生産されている伝統的なガラス器である。起源は幕末期の佐賀藩にある。佐賀ガラスとも言われる。

## 歴史
第10代佐賀藩主鍋島直正は、1852年（嘉永5年）に多布施川のほとりに鉄製大砲や蒸気機関など西洋の科学技術研究を目的とした精煉方（理化学研究所）を設置した。精錬方では元々実験器具のほか、薬瓶や銘酒瓶や金魚鉢など生活必需品も生産していた。明治期になると石油ランプや食器など日用品が主流となり、1883年（明治16年）には精煉社として民間企業に移行。
1894年（明治27年）には佐賀精煉合資会社に組織替えし、理化学用材や日用雑器のガラス製品製造会社となった。しかし、1940年（昭和15年）に閉鎖している。その後、1903年（明治36年）佐賀精錬合資会社で働いていた副島源一郎が独立して副島硝子工業を創設し、肥前びーどろの製造技術を継承している。
1993年（平成5年）にはガラス工芸技術として佐賀市重要無形文化財に指定された。
ガラス管を通して息を吹き込み成形する宙吹き技法は、日本独特の「ジャッパン吹き」（別名二刀流とも）と呼ばれるものである。これにより、空気以外のものに触れることがないため、よりなめらかな肌合いに仕上がるとされている。